# Olsynium junceum
Olsynium junceum är en irisväxtart som först beskrevs av Ernst Meyer och Karel Presl, och fick sitt nu gällande namn av Peter Goldblatt. Olsynium junceum ingår i släktet Olsynium och familjen irisväxter.

## Underarter
Arten delas in i följande underarter:
- O. j. colchaguense
- O. j. depauperatum
- O. j. junceum

## Bildgalleri

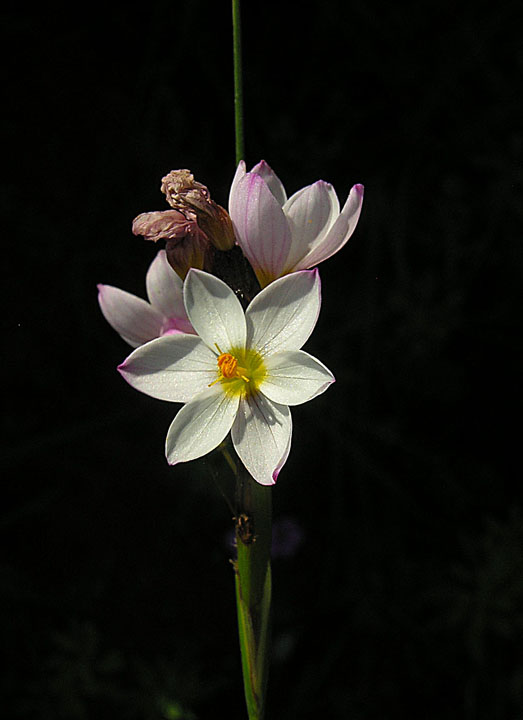
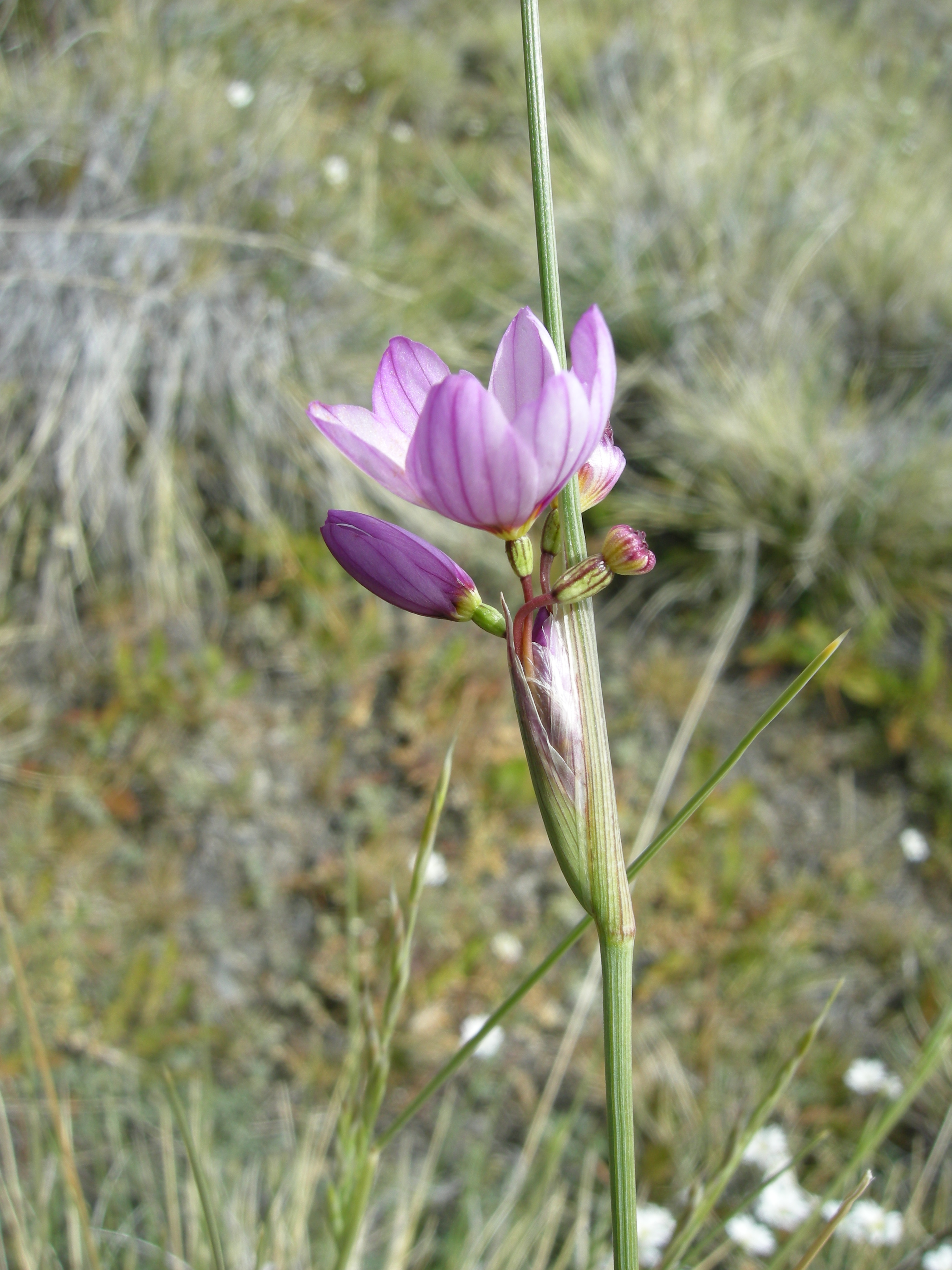
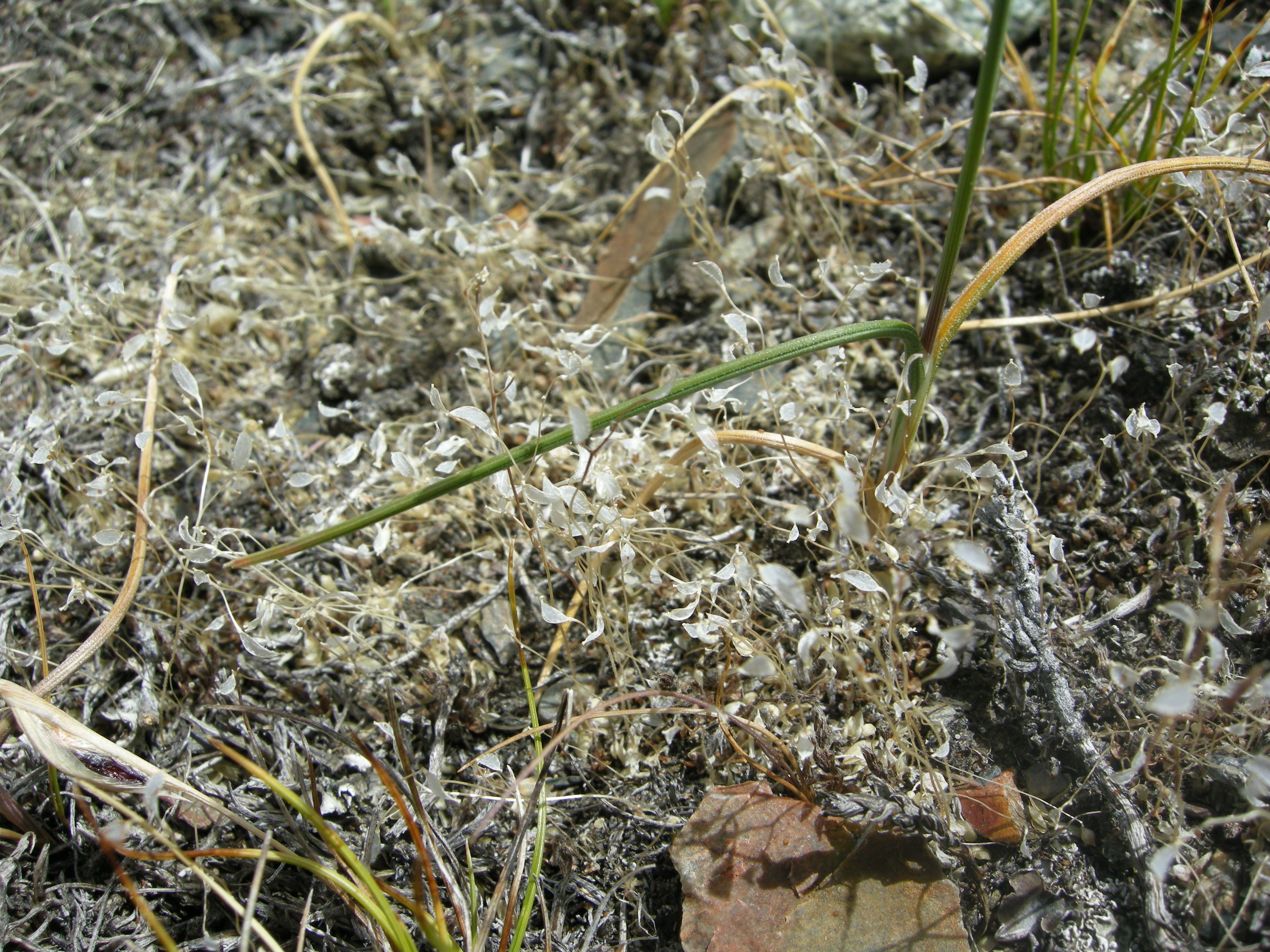